# Sardoscorpius troglophilus
 (avril 2020).
Genre
Espèce
Sardoscorpius troglophilus, unique représentant du genre Sardoscorpius, est une espèce de scorpions de la famille des Belisariidae.

## Distribution
Cette espèce est endémique de Sardaigne en Italie.

## Publication originale
- Tropea & Onnis, 2020 : A remarkable discovery of a new scorpion genus and species from Sardinia (Scorpiones: Chactoidea: Belisariidae). Rivista Aracnologica Italiana, vol. 26, p. 3-25.